# Нанофлюидика

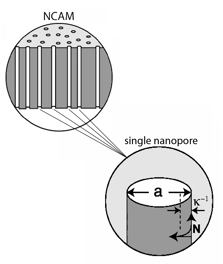
Пример реализации нанофлюидного устройства — мембрана на основе массива нанокапилляров (NCAM). NCAM состоит из большого числа параллельных нанокапилляров, каждый из которых имеет радиус a/2, примерно соответствующий дебаевской длине — κ^{−1}

Нанофлюи́дика или наногидродина́мика — раздел гидродинамики наноструктурных жидкостей. Нанофлюидика изучает поведение, способы управления и контроля жидкости, ограниченной нанометровыми структурами. В таком состоянии жидкость проявляет нетипичные для объемного состояния свойства, например резкое увеличение или уменьшение вязкости возле стенок нанокапилляров, изменение термодинамических параметров жидкости, а также нетипичную химическую активность на границе раздела твердой и жидкой фаз. Причина этого в том, что характерные параметры жидкости, такие как дебаевская длина, гидродинамический радиус становятся соразмерными с размерами ограничивающей жидкость структуры.
На рисунке представлена мембранная структура на основе массива нанокапилляров. Радиус каждого капилляра одного порядка с дебаевской длиной жидкости, пропускаемой через него.

## Теория
В 1965 году, Райс и Уайтхэд опубликовали основополагающую статью по теории транспорта раствора электролита в длинных (в идеале бесконечных) капиллярах нанометрового диаметра.
В предложенной ими модели потенциал ϕ на радиальном расстоянии r задается уравнением Пуассона-Больцмана,

{\displaystyle {\frac {1}{r}}{\frac {d}{dr}}\left(r{\frac {d\phi }{dr}}\right)=\kappa ^{2}\phi \ }

где κ — обратная длина Дебая,

{\displaystyle \kappa ={\sqrt {\frac {8\pi ne^{2}}{\epsilon kT}}}}

которая зависит от концентрации ионов n, диэлектрической постоянной ε, константы Больцмана k и температуры T. Определив радиальную зависимость потенциала φ(r) можно найти плотность заряда из уравнения Пуассона, решение которого может быть представлено в виде модифицированной функции Бесселя первого порядка I0 и отнормировано по радиусу капилляра a. Уравнение движения, учитывающее давление и электрически управляемый поток жидкости может быть записано в виде,

{\displaystyle {\frac {1}{r}}{\frac {d}{dr}}\left(r{\frac {dv_{z}}{dr}}\right)={\frac {1}{\eta }}{\frac {dp}{dz}}-{\frac {F_{z}}{\eta }}}

где η — вязкость, dp/dz — градиент давления, Fz — объемная сила, зависящая от приложенного электрического поля, а Ez — плотность результирующего заряда в двойном электрическом слое.
Когда давление к капилляру не приложено, радиальное распределение скорости можно приближенно представить следующим выражением,

{\displaystyle v_{z}\left(r\right)={\frac {\epsilon \phi _{0}}{4\pi \eta }}E_{z}\left[1-{\frac {I_{0}\left(\kappa r\right)}{I_{0}\left(\kappa a\right)}}\right]}

Из этого уравнения следует, что поток жидкости в нанокапиллярах регулируется произведением κa, то есть зависит от длины Дебая и радиуса пор.
Таким образом потоком жидкости можно управлять изменяя эти два параметра и изменяя поверхностную плотность заряда.

## Изготовление
]

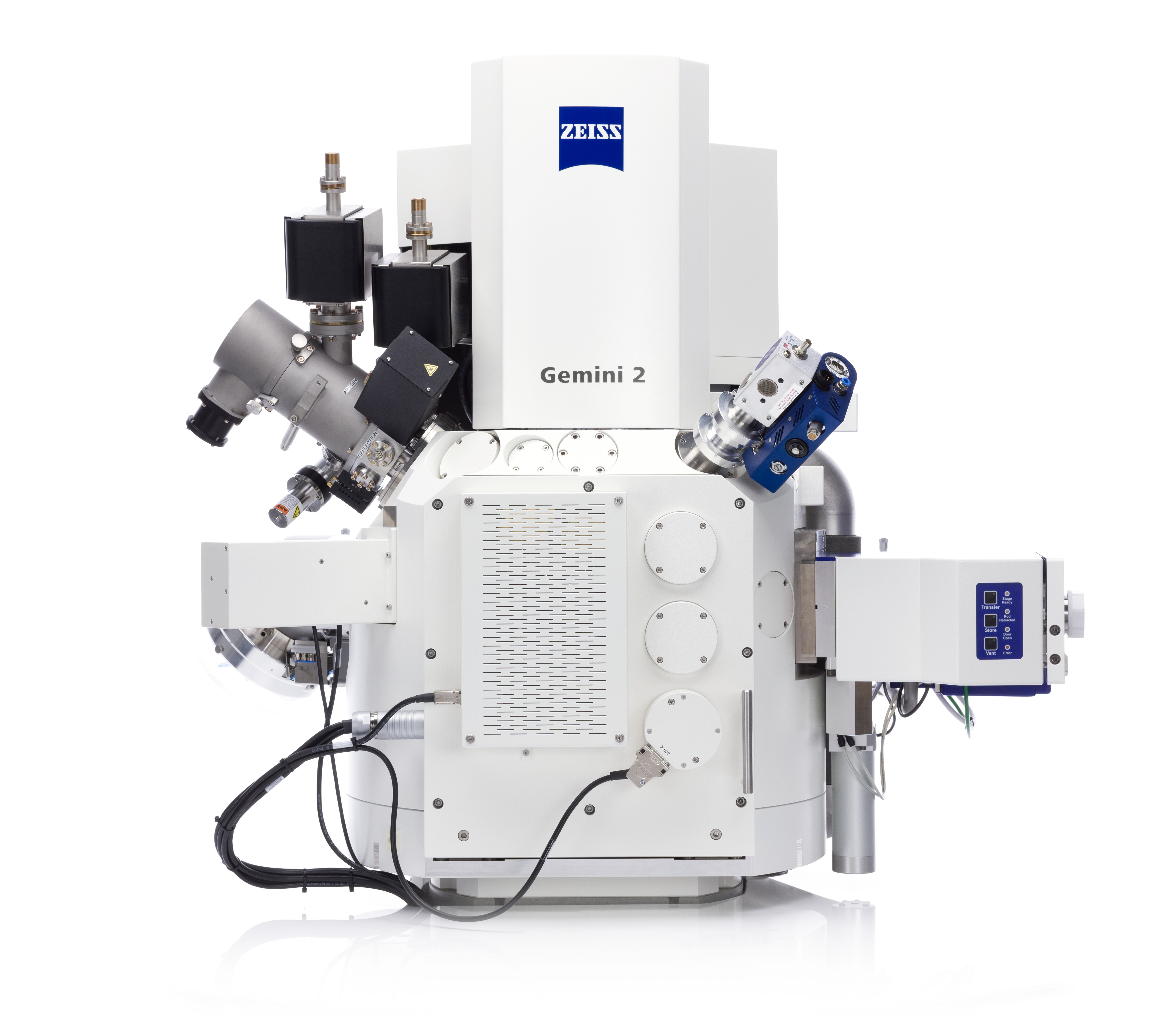
Электронный микроскоп Carl Zeiss Crossbeam 550 объединяющий метод полевой эмиссионной сканирующей электронной микроскопии (FE-SEM) и метод ионного травления сфокусированным ионным пучком (FIB).

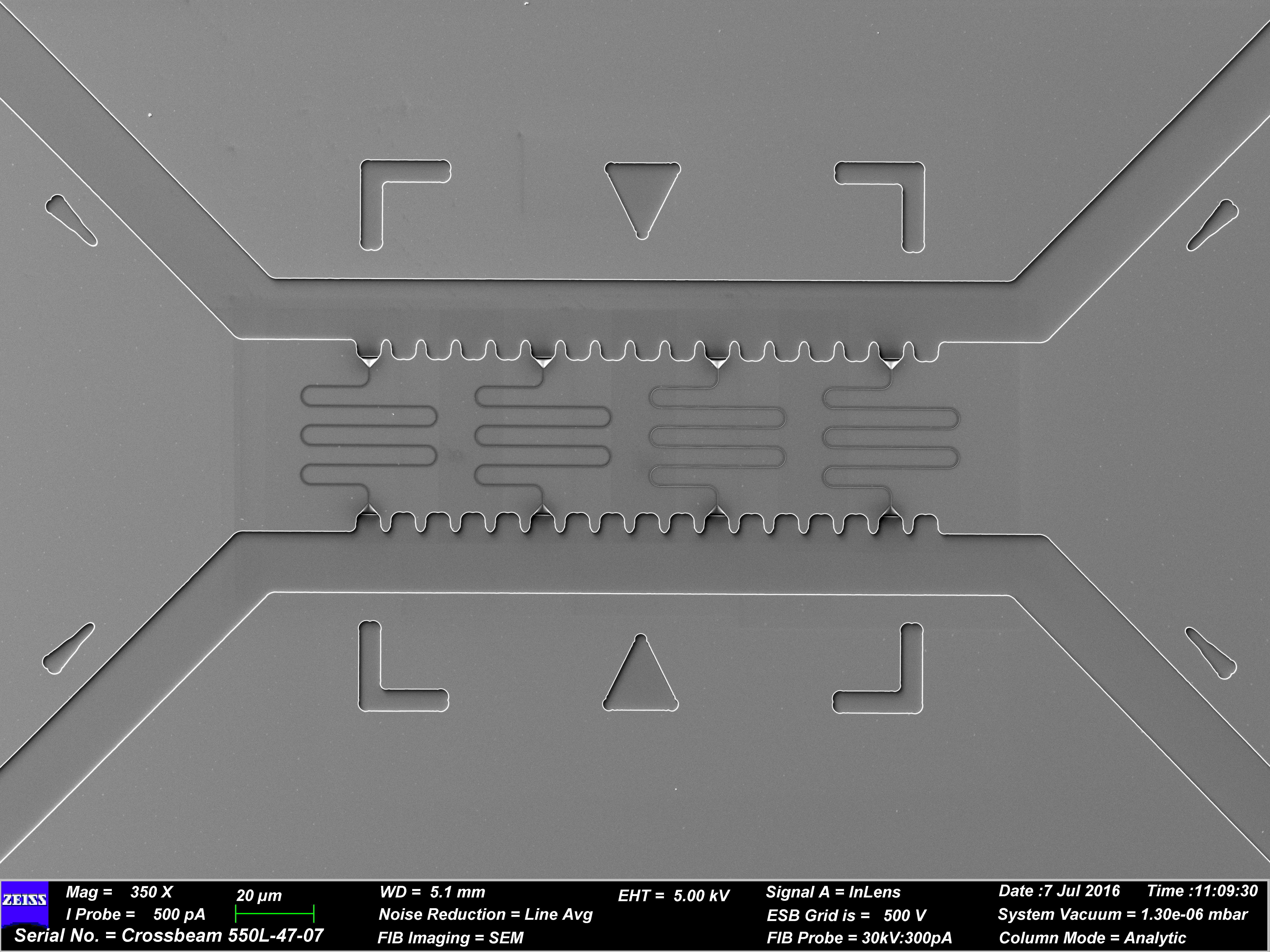
Нанофлюидные каналы, изготовленные на кремниевой подложке методом ионного травления на микроскопе Zeiss Crossbeam 550 L

Наноструктуры, в которых реализуются условия, необходимые для управления потоком жидкости, могут быть изготовлены в виде изолированных цилиндрических каналов, нанощелей или в виде массива наноканалов в таких материалах как кремний, стекло, полимеры (такие как
ПММА, ПДМС, полипропиленовые трековые мембраны) и синтетических поровых структур.
Обычная фотолитография, объёмная или поверхностная микромеханическая обработка, техники копирования (тиснение, печать, литьё и впрыск под давлением), а также треки тяжёлых частиц и химическое травление
также могут быть использованы для создания структур, демонстрирующих поведение, описываемое нанофлюидикой.

## Применение
Из-за малого размера жидких каналов нанофлюидные структуры могут быть использованы в случаях, когда исследуемые объекты должны быть взяты в очень малых количествах, например в счетчиках Культера, при аналитическом разделении и определении биомолекул, таких как белки и ДНК, а также в устройствах удобного захвата образцов малой массы. Одной из наиболее перспективных областей применения нанофлюидных устройств является потенциальная возможность их встраивания в микрофлюидные системы, такие как интегрированные микроаналитические системы или лаборатории-на-чипе. Например, мембраны на основе нанокапиллярного массива будучи встроенными в микрофлюидные устройства могут воспроизводимо выполнять цифровое переключение, позволяющее перенаправить жидкость из одного микрофлюидного канала в другой, выборочно разделять и перенаправлять исследуемые вещества по размеру и массе, эффективно смешивать реагирующие вещества и разделять жидкости с различающимися характеристиками.
Также имеется естественная аналогия между возможностью управления жидкостью в нанофлюидных структурах и возможностью электронных компонентов управлять потоком электронов и дырок. Эта аналогия может быть использована для создания активных компонентов управления ионными токами, таких как выпрямитель, полевой и биполярный транзистор. Использование нанофлюидики возможно и в области нанооптики для создания перестраиваемых массивов микролинз
Нанофлюидика может иметь значительное влияние на развитие биотехнологии, медицины и клинической диагностики, если будут разработаны устройства типа лабораторий-на-чипе для ПЦР и подобных методик.
Поскольку нанофлюидика находится на ранней стадии развития, можно ожидать появления новых направлений использования нанофлюидных устройств в ближайшие годы.

## Проблемы
Существует много проблем, связанных с течением жидкостей через углеродные нанотрубки и трубки. Основная проблема заключается в блокировке канала макромолекулами и нерастворимыми примесями, находящимися в жидкости. Решением этой проблемы могло бы стать создание покрытий канала с низким коэффициентом трения либо подбор такого материала канала, который способствует уменьшению эффекта блокировки. Также, благодаря большому размеру полимеров, включая биологически значимые молекулы, такие как ДНК, которые в организме часто находятся в свернутом состоянии. Это вызывает закупорку, так как, например, типичная молекула ДНК вируса имеет длину приблизительно 100—200 тысяч гетероциклических оснований нуклеиновой кислоты и в 20-процентном водном растворе формирует случайный клубок радиусом приблизительно 700 нм. Это размер в несколько раз больше диаметра пор больших углеродных трубок и на два порядка больше диаметра одностенной углеродной нанотрубки.